# Thérèse Sanlaville
Thérèse Sanlaville est une escrimeuse française maniant le fleuret.

## Biographie
Thérèse Sanlanville est médaillée d'or de fleuret par équipes aux Championnats du monde d'escrime 1951 à Stockholm.
Membre de la Salle d'armes Coudurier, elle se marie avec un autre escrimeur de cette salle, Gérard Heiligenstein, en 1952.